# سیمون لوئیز ویلکی
سیمون لوئیز ویلکی (انگلیسی: Simone Wilkie؛ زادهٔ ۱۹۶۴ (۶۰–۶۱ سال)) فرد نظامی اهل استرالیا است. وی همچنین برندهٔ جوایزی همچون نشان ستاره برنزی شده‌است.